# Cundpald-Kelch
Der Cundpald-Kelch ist ein Messkelch, der vermutlich aus der zweiten Hälfte des 8. oder der ersten Hälfte des 9. Jahrhunderts stammt. Der Kelch wurde möglicherweise in einem bayerischen Kloster angefertigt. Während der Zeit der Awaren gelangte er nach Ungarn. Er wurde im Jahr 1879 gefunden im Zuge von Arbeiten an dem Fluss Ikva, die anlässlich des Baus der damals gegründeten Zuckerfabrik in der ungarischen Kleingemeinde Petőháza im Komitat Sopron stattfanden. Der Kelch befand sich zunächst in Privatbesitz und wurde 1884 als das wertvollste Stück einer Sammlung in einer Ausstellung zur ungarischen historischen Goldschmiedekunst in Budapest präsentiert. Ein Jahr später, im Jahr 1885 wurde der Kelch dem Museum zu Sopron geschenkt und befindet sich noch heute in dessen Besitz. Eine Kopie des Kelches wird im Museum zur Geschichte der Zuckerfabrik in Petőháza ausgestellt.

## Beschreibung
Der 11,8 cm hohe Kelch ist aus Rotkupfer getrieben und feuervergoldet. Er trägt eine umlaufende Flechtbandzone. An den Flechtbändern sitzen jeweils vier schlingen- und kreisartig aufgebaute Muster mit beerenartigem Ende. Auf dem Kelch befindet sich die Inschrift: +CUNDPALD FECIT.